# 리틀엔젤스예술단

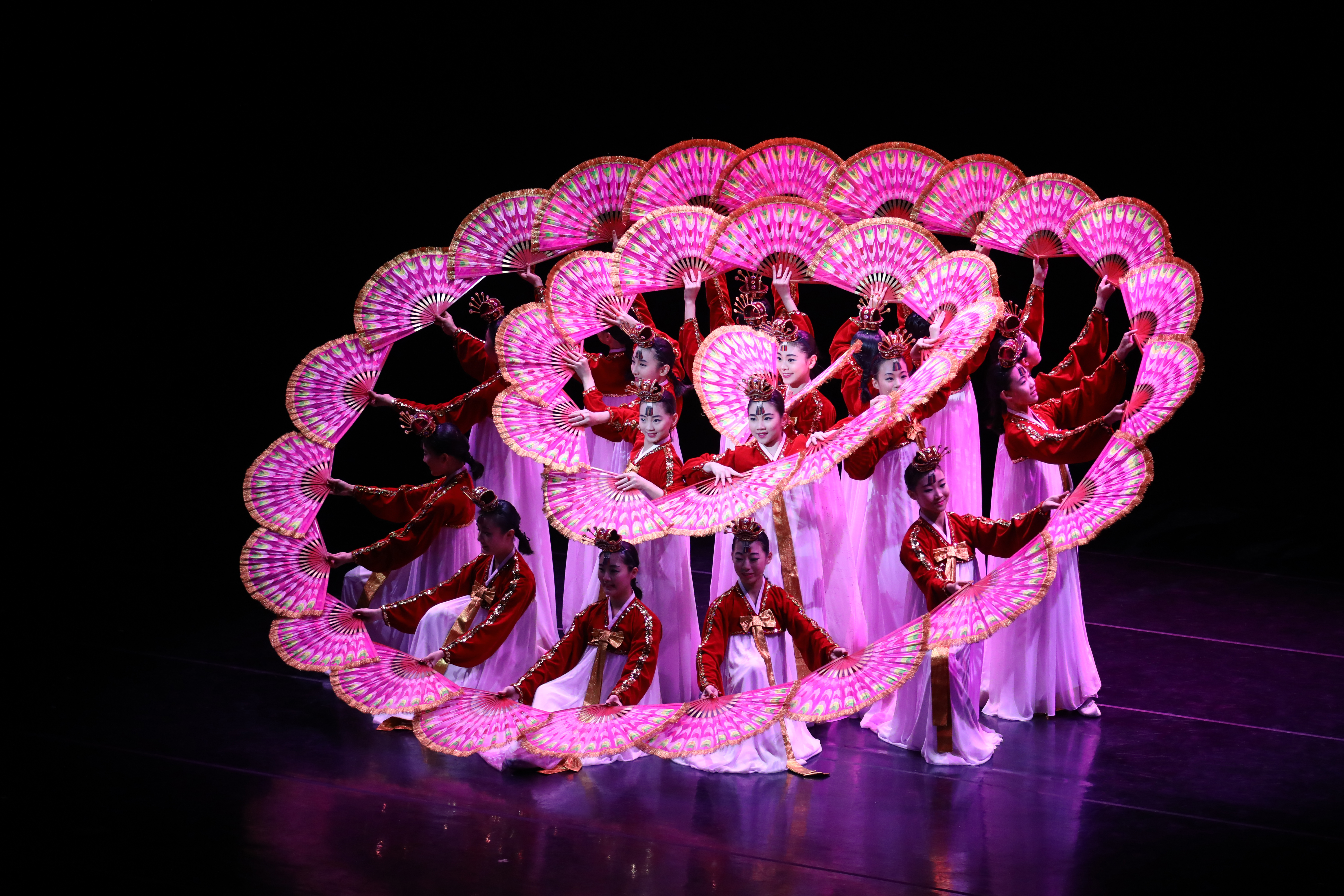
한국의 흥과 얼을 담은 한국무용 레퍼토리

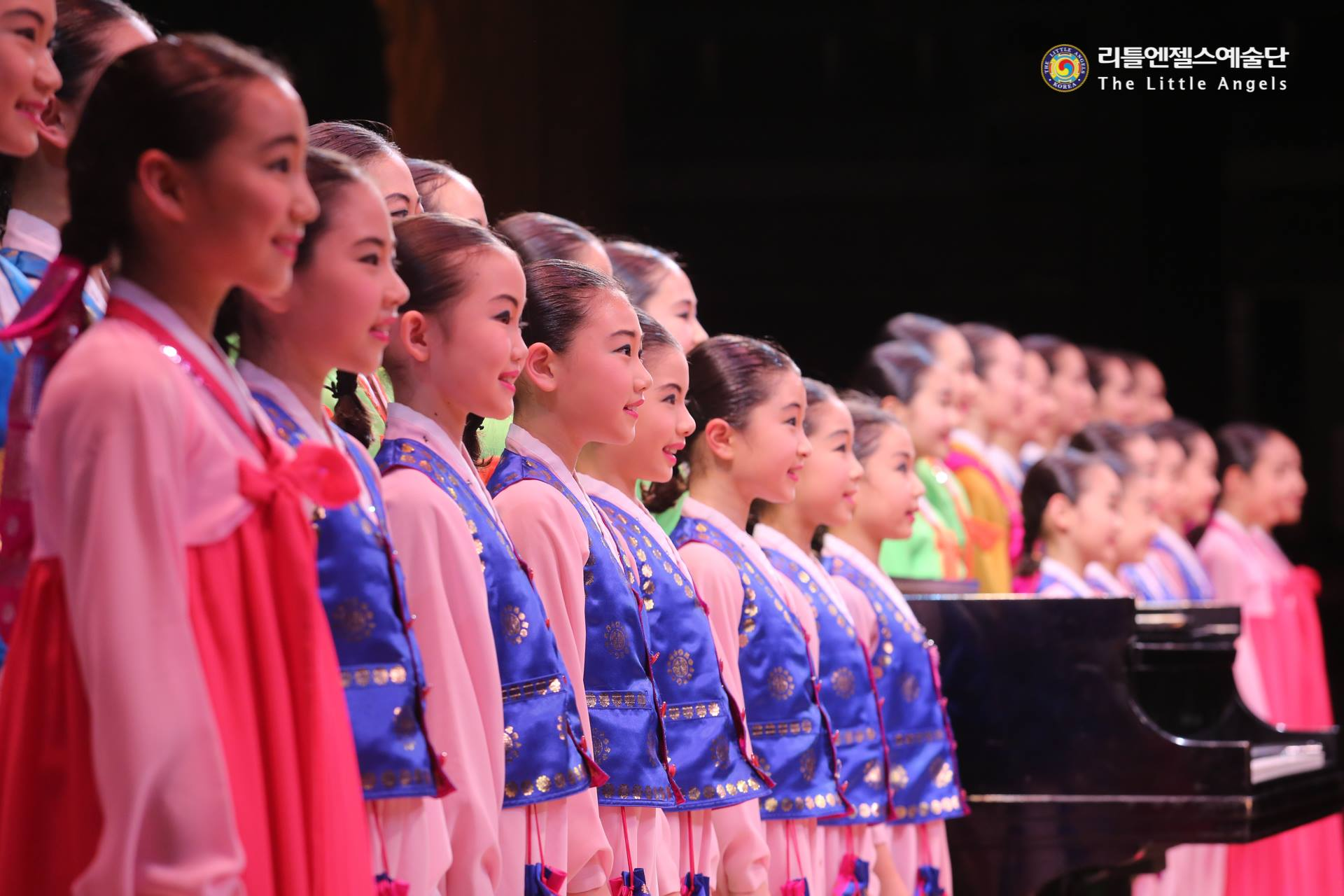
국경을 넘어 선사 하는평화와 감동의 하모니

리틀엔젤스예술단은 대한민국의 전통예술을 공연하는 어린이 예술단이다. 현직 대표는 문훈숙 이사장(유니버설발레단 단장)이며, 주소는 서울시 광진구 천호대로 664번지로, 선화예술중학교 바로 옆이다.
1962년 5월 5일 대한어린이무용단이란 이름으로 창단됐다. 예술단 소개글에 따르면, 창설 당시 전쟁과 빈곤, 고아의 대명사로 불리던 대한민국의 이미지를 씻기 위해 창단했다. 리틀엔젤스 관련 단체로는 운영 주체인 한국문화재단, 리틀엔젤스예술학교였던 선화예술중학교, 유니버설 발레단 등이 있다.

## 개요

### 입단과 구성
리틀엔젤스 홈페이지에 따르면 초등학생 1~5학년 남녀 학생이 리틀엔젤스에 입단할 수 있다. 매년 2월에 열리는 정기 오디션을 통해 입단한 학생들은 입단비와 매달 일정액의 단비를 납부한다.
리틀엔젤스는 크게 준비반(개나리반, 무궁화반)과 공연반으로 나뉜다. 리틀엔젤스 입단 1년차는 개나리반에 속해 한국무용의 기본동작, 합창의 기본 발성 등을 배운다. 개나리반의 수업은 월요일에서 목요일까지 오후 4시 30분부터 2시간 동안 진행되며, 화요일과 목요일에는 영어 회화 수업을 추가로 1시간 받는다.
2년차인 무궁화반은 공연반에 가기 위한 준비 기간으로, 월요일부터 금요일까지 매일 2시간 수업을 받는다. 3년차인 공연반에 들어가면 리틀엔젤스 단복을 입고 해외 및 국내공연에 공식 참여 가능하다. 공연반은 청실반과 홍실반으로 나뉘며, 2016년의 경우 청실반과 홍실반에 각 34명이 속해 있다. 공연반 학생들은 중학교 3학년까지 활동하게 된다. 공연반의 경우 수업시간은 필요에 따라 변동이 있다.

### 교육
- 무용: 초등학생의 경우 처녀총각, 꼭두각시 등 귀여운 춤을 연습하며, 중학생의 경우 화관무, 부채춤, 북춤 등 기교가 필요한 전통무용을 배운다.
- 합창: 아리랑, 몽금포타령 등 한국 전통 노래와 요들송 등 세계 각국의 대표적 노래를 배운다.
- 영어: 해외공연에 대비한 영어회화 교육.
- 가야금: 꽃타령, 군밤타령 등 민요 연주와 가야금 병창 수업.

### 체험교실
6~11세 어린이를 대상을 매월 1회 토요일에 체험교실을 운영하고 있다. 체험교실 참가신청

### 공연 레퍼토리
단원들은 교육 시간에 배운 내용을 토대로 공연을 펼친다. 리틀엔젤스 홈페이지에 따르면 매년 2~3회의 해외 공연과 30~40회의 국내 공연을 한다.
무용은 강강수월래, 처녀총각, 부채춤, 북춤 등을 선보이며, 장난감 병정처럼 한국 전통무용이 아닌 공연 레퍼토리도 있다. 합창의 경우 한국 민요 뿐만 아니라 해외공연 지역에 맞춘 현지 노래와 크리크마스 캐롤 등을 부른다. 가야금 병창의 경우 아리랑, 꽃타령, 군밤타령 메들리로 이어진다.

### 후원회
2013년 1월 26일 리틀엔젤스예술단 후원회가 출범했다. 후원회는 최소 월 1만원 후원 가능하며, 리틀엔젤스 공연 초대권, 달력 등을 제공받는다.

## 연혁
아래 연혁은 한국문화재단 홈페이지 소개글 등을 참조했다.
- 1962년 5월 리틀엔젤스(대한어린이무용단) 창설
- 1965년 9월 미국 아이젠하워 대통령 초청공연으로 해외공연 시작
- 1971년 11월 아시아 예술단체 최초 영국 엘리자베스 2세 여왕을 위한 왕실 어전공연
- 1973년 3월 리틀엔젤스예술학교 및 리틀엔젤스 예술회관 기공
- 1973년 4월 14일 해외 공연 관련 대통령 표창
- 1988년 9월 서울올림픽 문화예술축제 참가
- 1989년 4월 11일 서울올림픽 참가 관련 대통령 표창
- 1998년 5월 순수민간단체 최초 북한 평양 공연
- 2002년 1월 리틀엔젤스 창단 40주년 기념 세종문화회관 공연
- 2002년 대통령 표창
- 2010년~2011년 6∙25전쟁 60주년 기념 22개 UN 참전국 순회공연
- 2011년 9월 11일 9·11 테러 10주년 추모공연[4]
- 2012년 11월 리틀엔젤스 창단 50주년 기념 세종문화회관 공연
- 2012년 11월 22일 창단 50주년 관련 MBC 다큐프라임 출연[5]
- 2014년 3월 6일 6.25 참전용사 명예선양 관련 대통령 표창
- 2018년 7월 핀란드 하미나 국제군악제 특별초청공연
- 2019년 7월 콜롬비아 독립200주년 계기 리틀엔젤스예술단 한-콜 우호공연
- 2022년 12월 리틀엔젤스 창단 60주년 기념 세종문화회관 공연

## 리틀엔젤스 출신 문화예술인
아래 내용은 세계일보 기사 등을 참고했다.
- 강수진 슈투트가르트 발레단 수석 발레리나
- 신영옥 메트로폴리탄 오페라 프리마돈나
- 문훈숙 유니버설 발레단 단장
- 김덕수 한국예술종합학교 전통예술원 교수
- 심숙경 국립국악원 무용단 안무자
- 이노연 부산시립무용단 수석안무자
- 홍경희 전북도립무용단장
- 남기문 국립국악원 사물놀이 대표
- 신명숙 대진대학교 무용예술학부장
- 곽은아 이화여대 한국음악과 교수
- 전은자 성균관대 무용학과 교수
- 김운미 한양대 무용학과 교수
- 전유오 서원대 무용학과 교수
- 박은영 KBS 아나운서
- 탤런트 황정음, 박한별

## 같이 보기
- 한국 무용

## 공식SNS
- 홈페이지
- 인스타그램
- Youtube